# 天宁寺 (金华)
29°06′09.7″N 119°39′15.4″E / 29.102694°N 119.654278°E
天宁寺位于中国浙江省金华市婺城区飘萍路100号。天宁寺始建于北宋大中祥符年间，元延祐年间重修，现仅存大殿，1988年被列为第三批全国重点文物保护单位。

## 概要
天宁寺大殿始建于北宋大中祥符年间，史学家推测寺庙建成初期名为“大藏院”，后被赐号“承天”。崇宁二年（公元1103年）赐名“崇宁寺”，三年（1104年）赐名改为“崇宁万寿寺”。政和元年（1111年）八月八日，奉旨“诏天下崇宁万寿寺、观并改作天宁万寿寺”。南宋绍兴八年（1138年），因宋高宗为崇奉自己的父亲宋徽宗，赐名“报恩广寺”、“报恩光孝寺”。
天宁寺于元延祐五年（1318年）重建，保留了部分宋代遗构。明正统时（公元1436—1449年）重修，将大雄宝殿由三开间改为五开间并新增重檐（现仅存三开间）。重修完成后寺庙复用天宁寺之名，并在寺名后加入万寿以为皇帝祝寿“天宁万寿”。
天宁寺大殿后有大悲阁，于乾隆四年（1739年）被知县改建为万寿宫，成为官司祝圣之所。之后于乾隆五十九年（1794年）捐修,同治十年（1871年）重建。民国时期，天宁寺为英士大学占用，大雄宝殿被用作大礼堂；寺旁的山坡上修建了中山公园，为金华市第一座公园。1949年后改为军分区招待所（现天宁阁宾馆）。
1949年初，天宁寺尚存有山门、天王殿、大雄宝殿及大悲阁，目前仅存大雄宝殿。1979年和1984年政府拨款对大雄宝殿进行了修缮。1988年被评为全国重点文物保护单位。
因寺庙缺乏管理，天宁寺内于2000年间长期居住4户人家20人，有人还违法开设锯木车间。2006年金华市在申报国家历史文化名城期间对占用天宁寺的违法行为进行了整治。2007年6月，天宁寺东南侧1500平方米空地被划入天宁寺范围，并改造为公园。
大殿后有一座面积180平方米的部队礼堂，因租金较为便宜，2003年起被用作一家跆拳道馆的训练场地，后迁出。

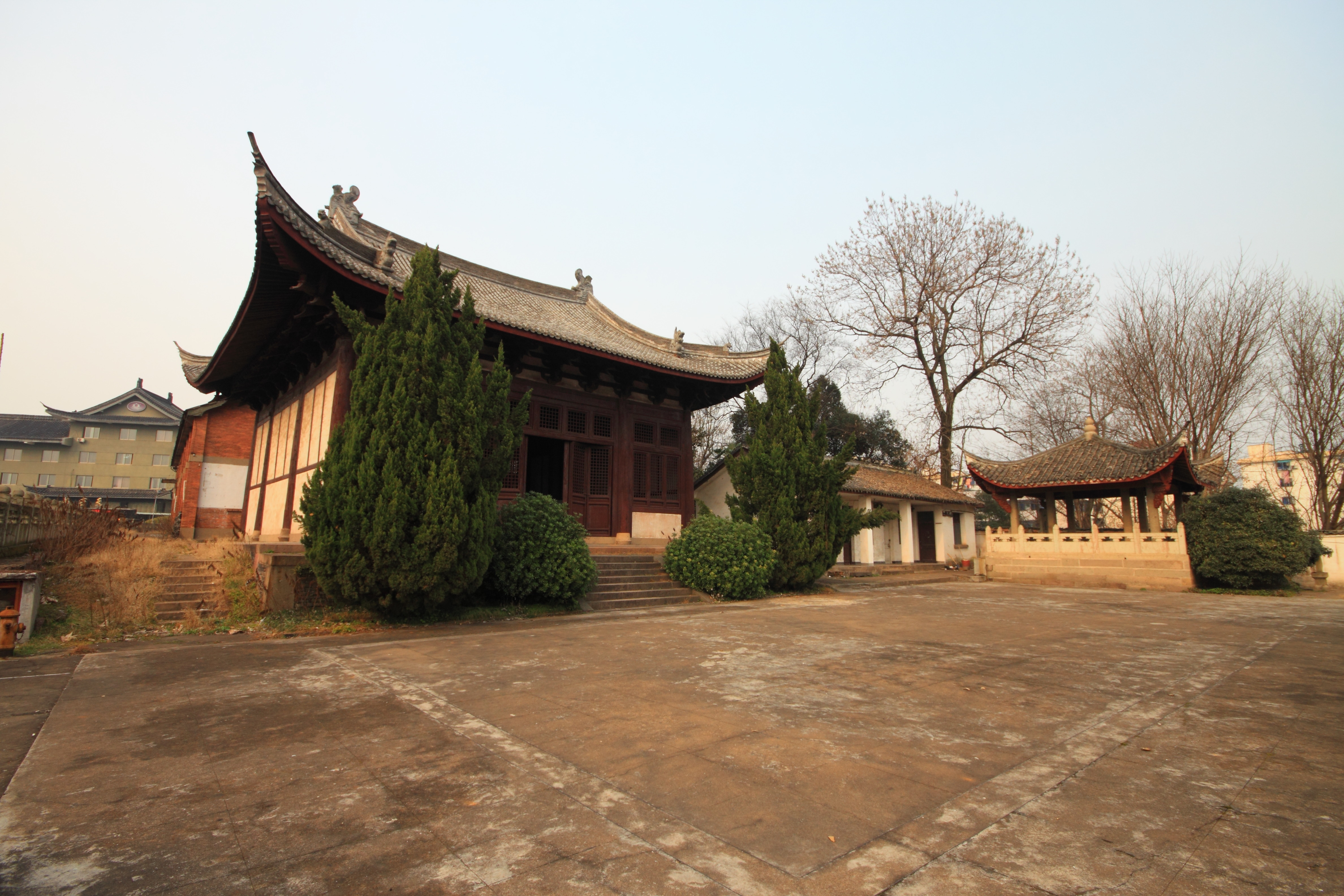
大殿和一览亭（2012年）
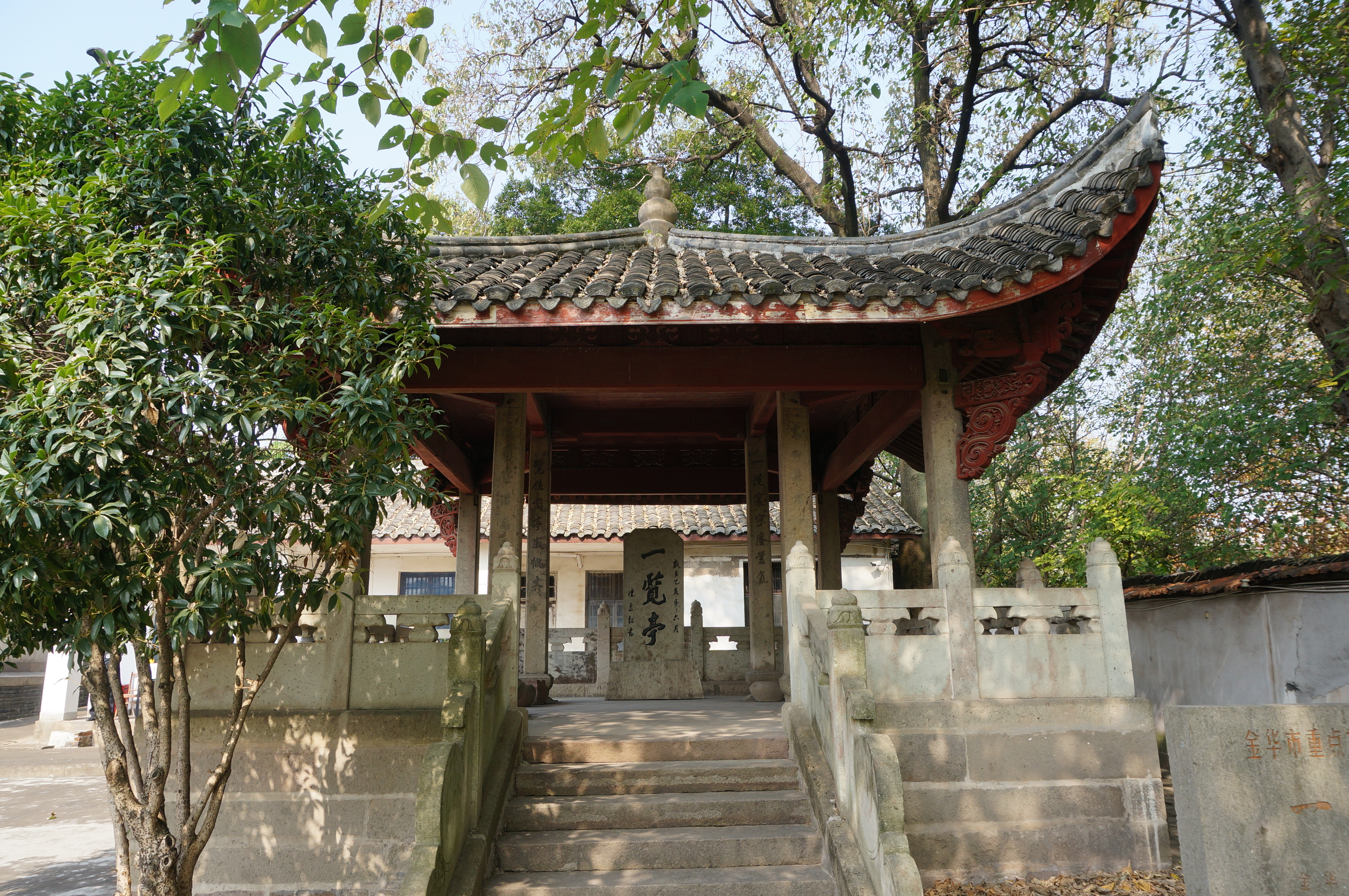
一览亭（2019年）
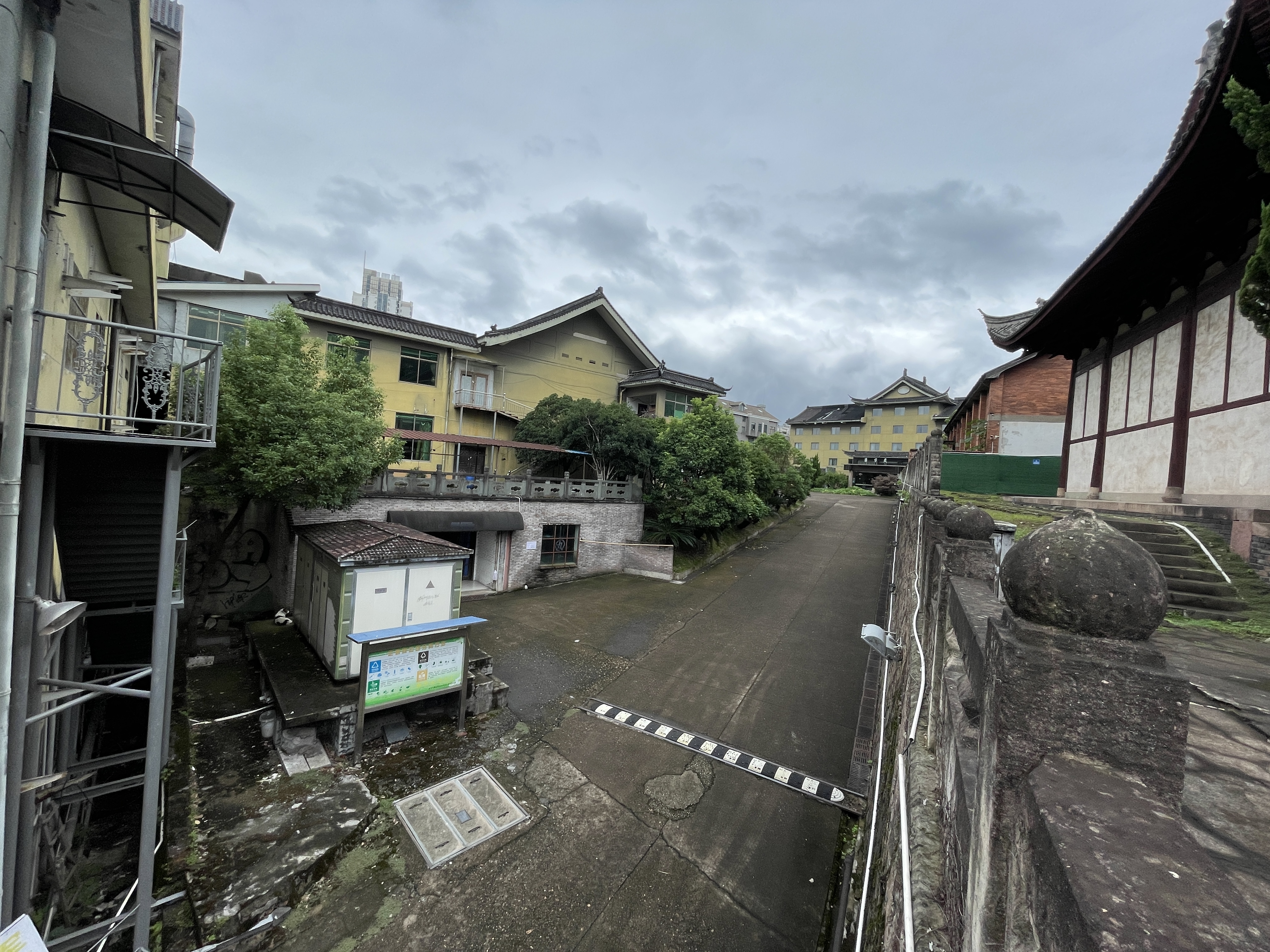
天宁楼宾馆（军分区招待所）
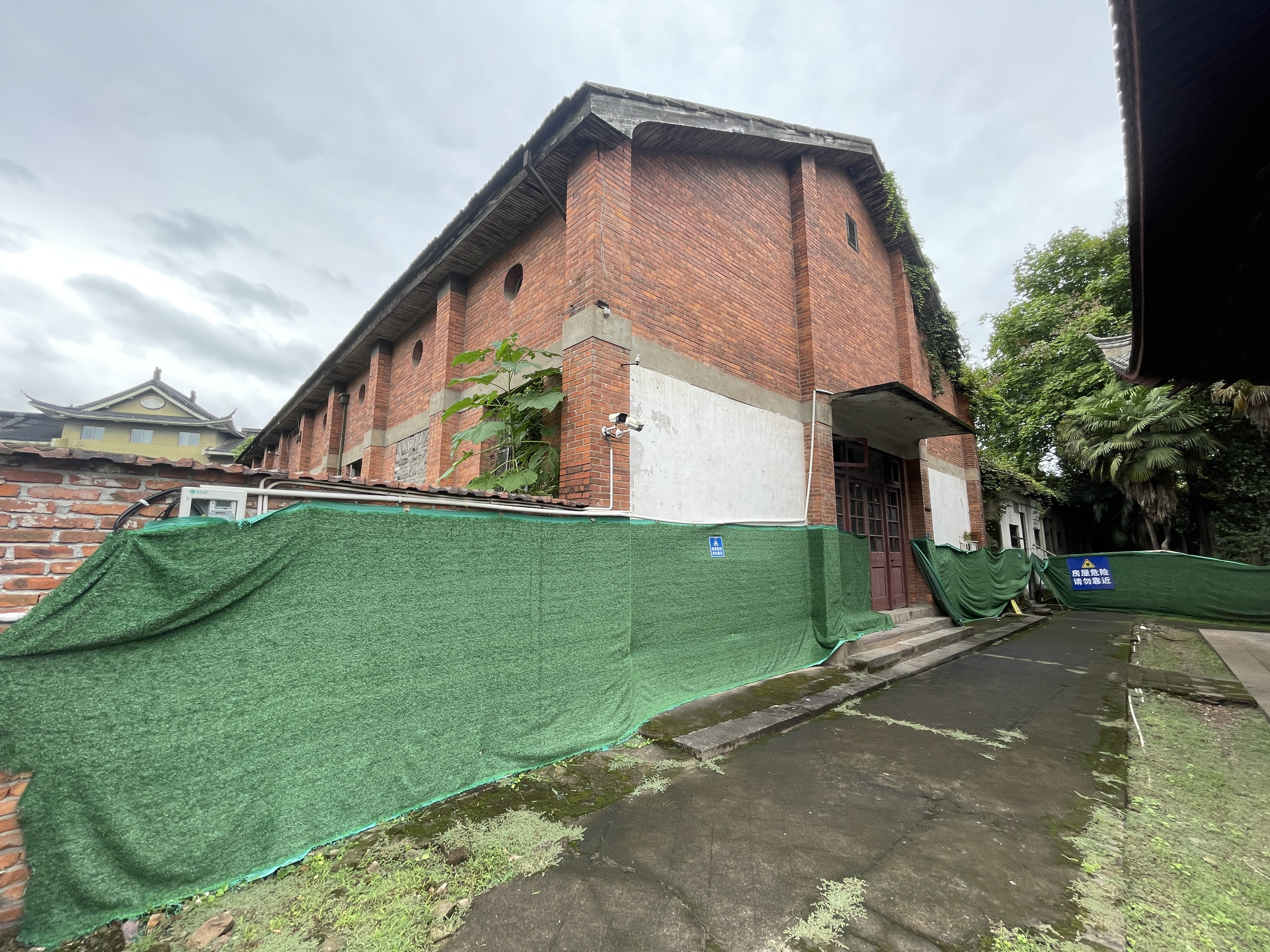
大殿后部队礼堂
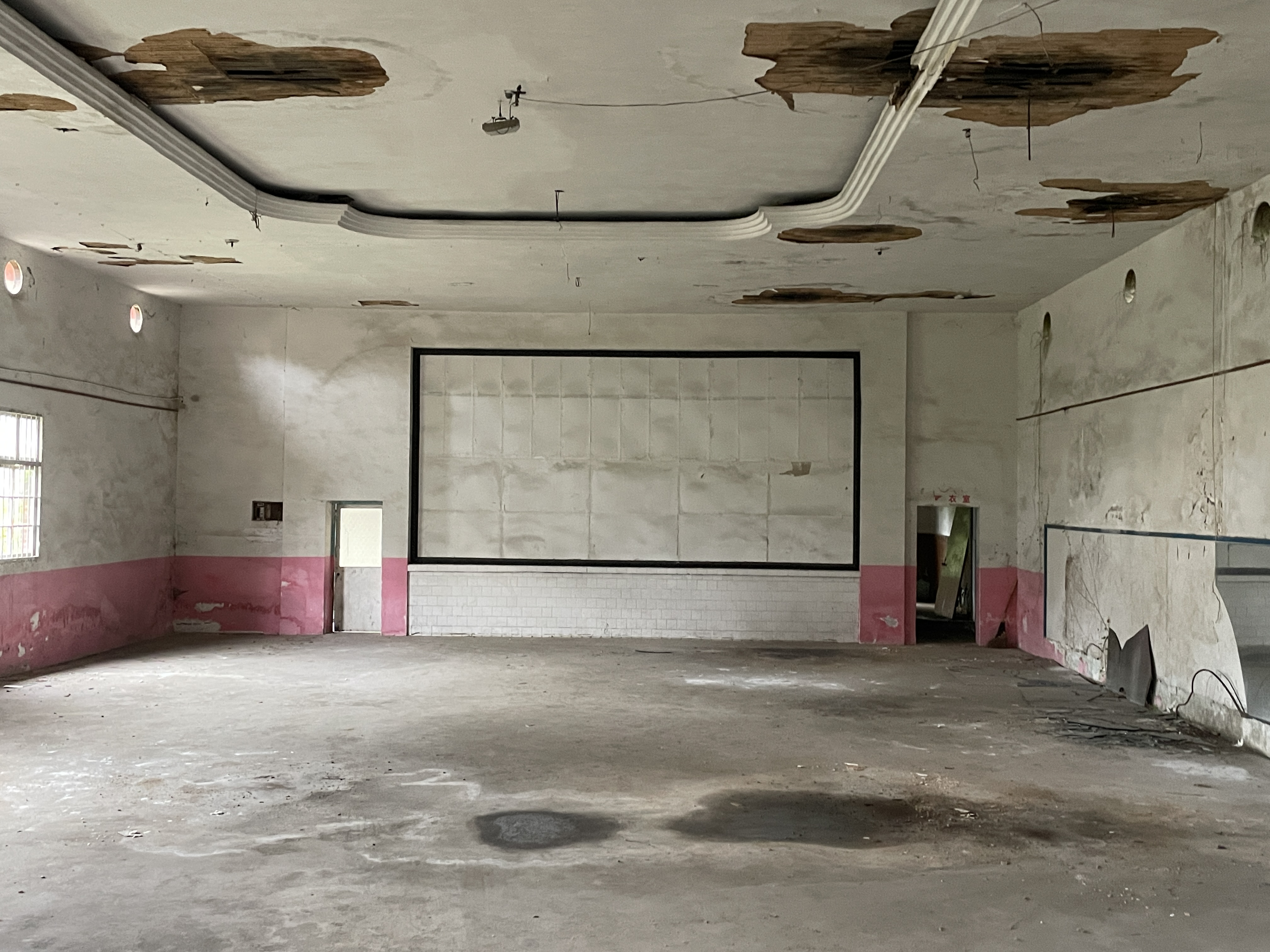
部队礼堂内部，曾被用作跆拳道馆

## 建筑

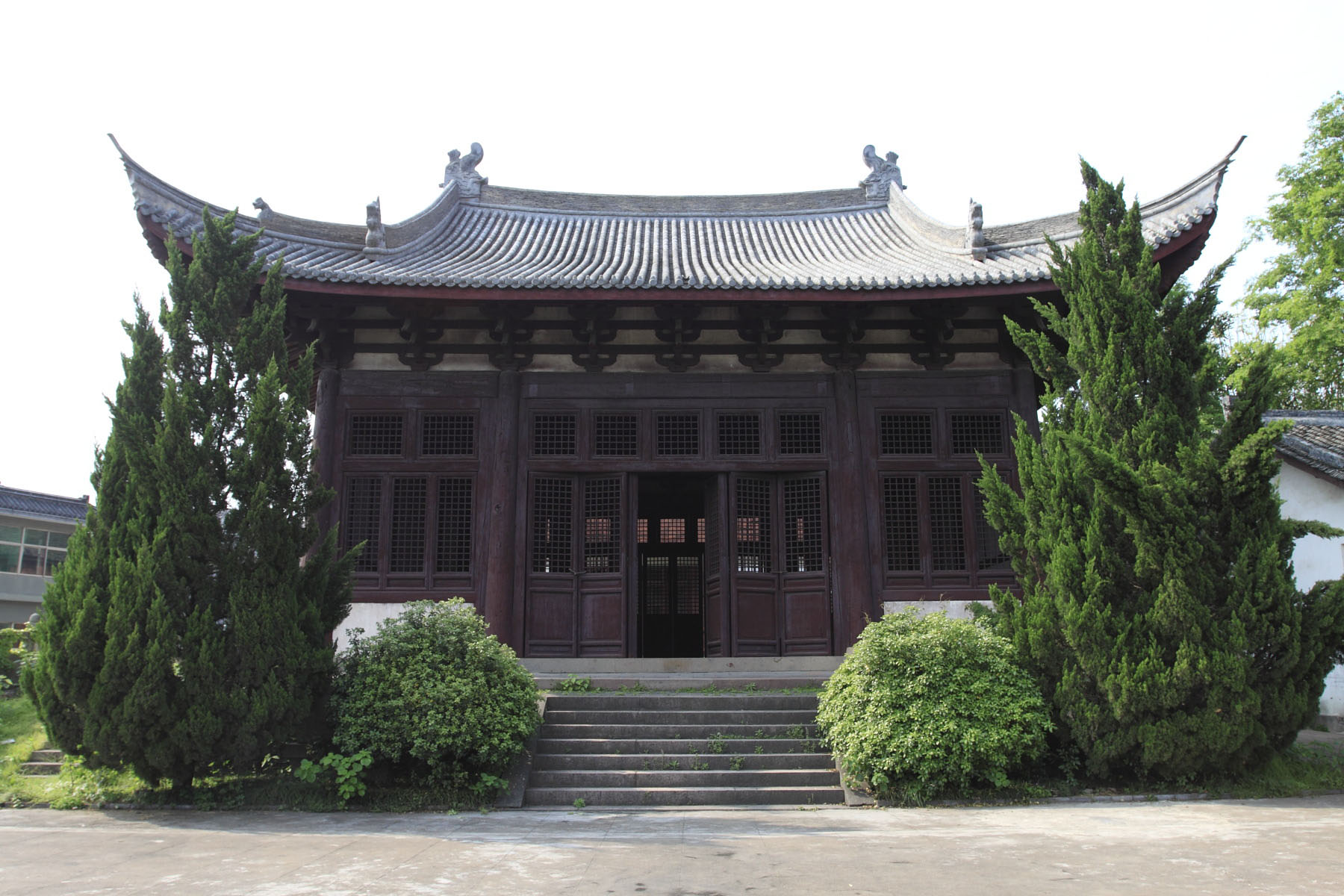
大殿（2011年）

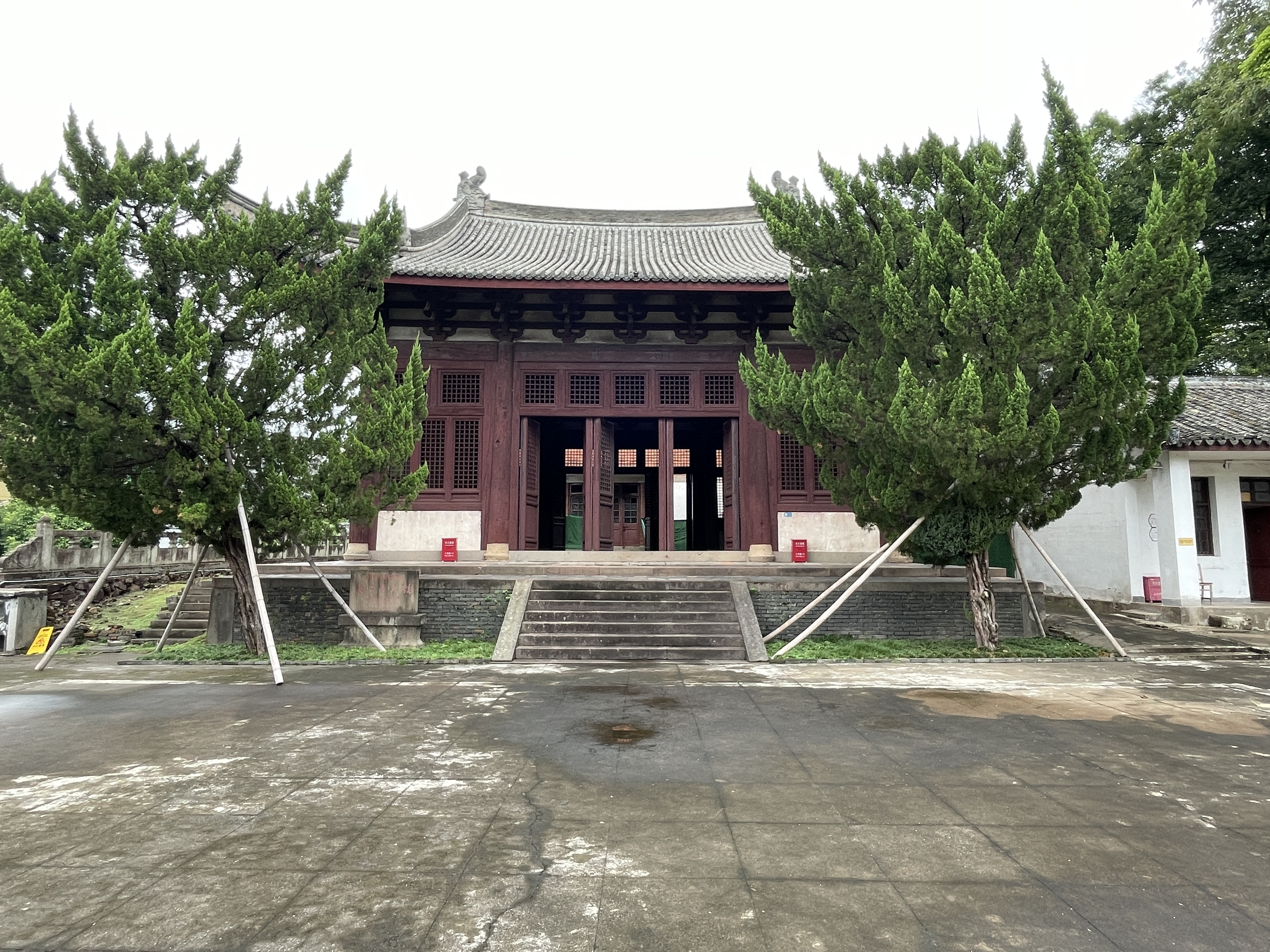
大殿（2023年）

大殿重建于元延祐年间，座落于婺江北岸不远处的山坡上，地势较高，坐北朝南。面阔和进深均为三开间，平面呈正方形，单檐歇山顶。木构架为抬梁式，梁架侧样为八架椽屋前槽内槽三椽栿对后乳栿用四柱。1978年在大殿落架大修时，木构件经碳十四测定，有的柱子距今已有千年，梁栿斗拱距今约800年，证明元代重建时曾使用部分宋代木构件。大殿内还保留有南宋建炎二年龙泉宝钟一口、清光绪二十一年仿吴道子观音石刻碑一块。大殿后设有两株宋柏距今已有1000多年树龄，1930年代日本侵华时期曾一度想把其移动走，最终没有成功。但两颗宋柏已于2004年左右枯死。
天宁寺建筑特征

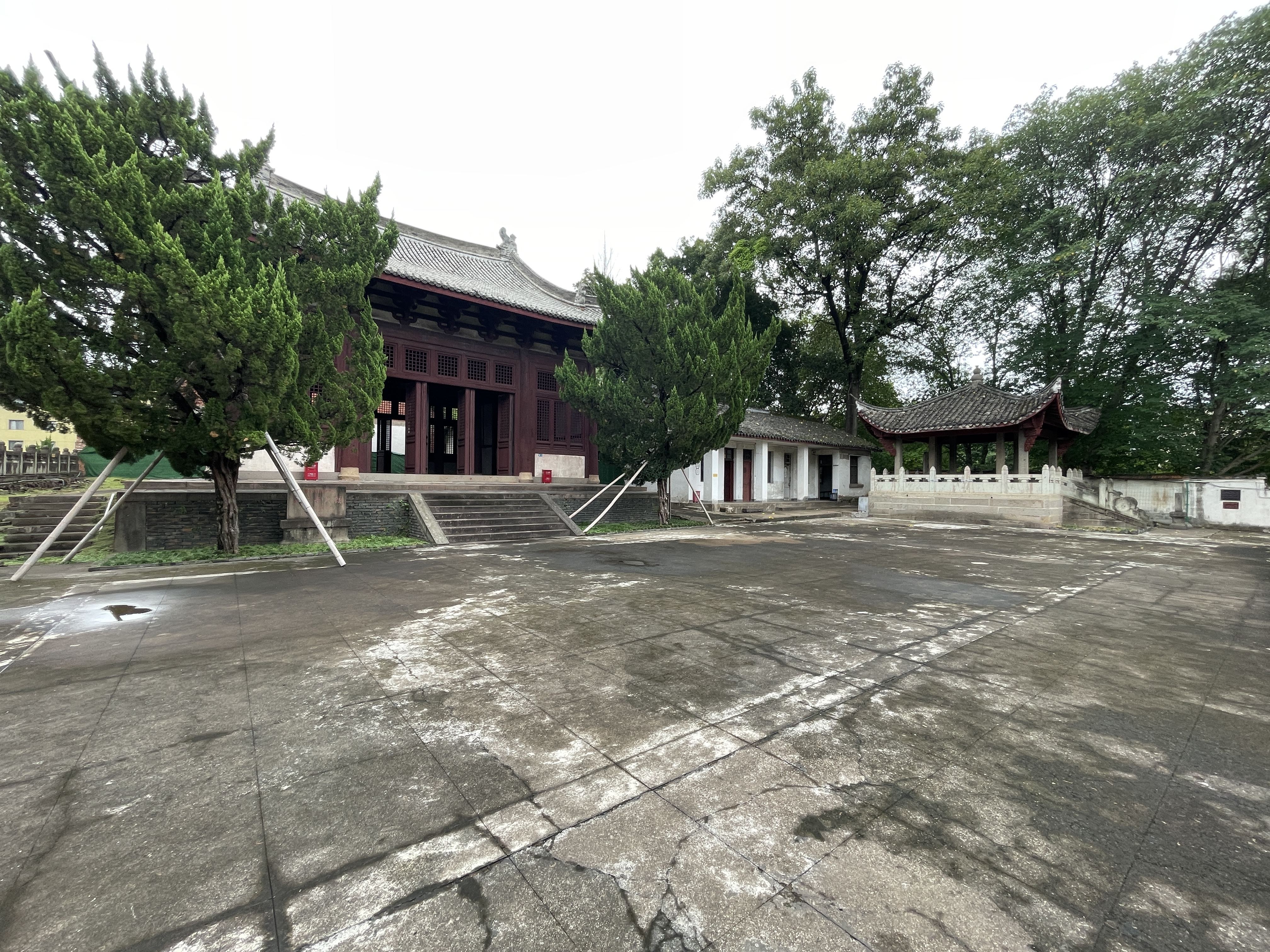
大殿和一览亭（2023年）
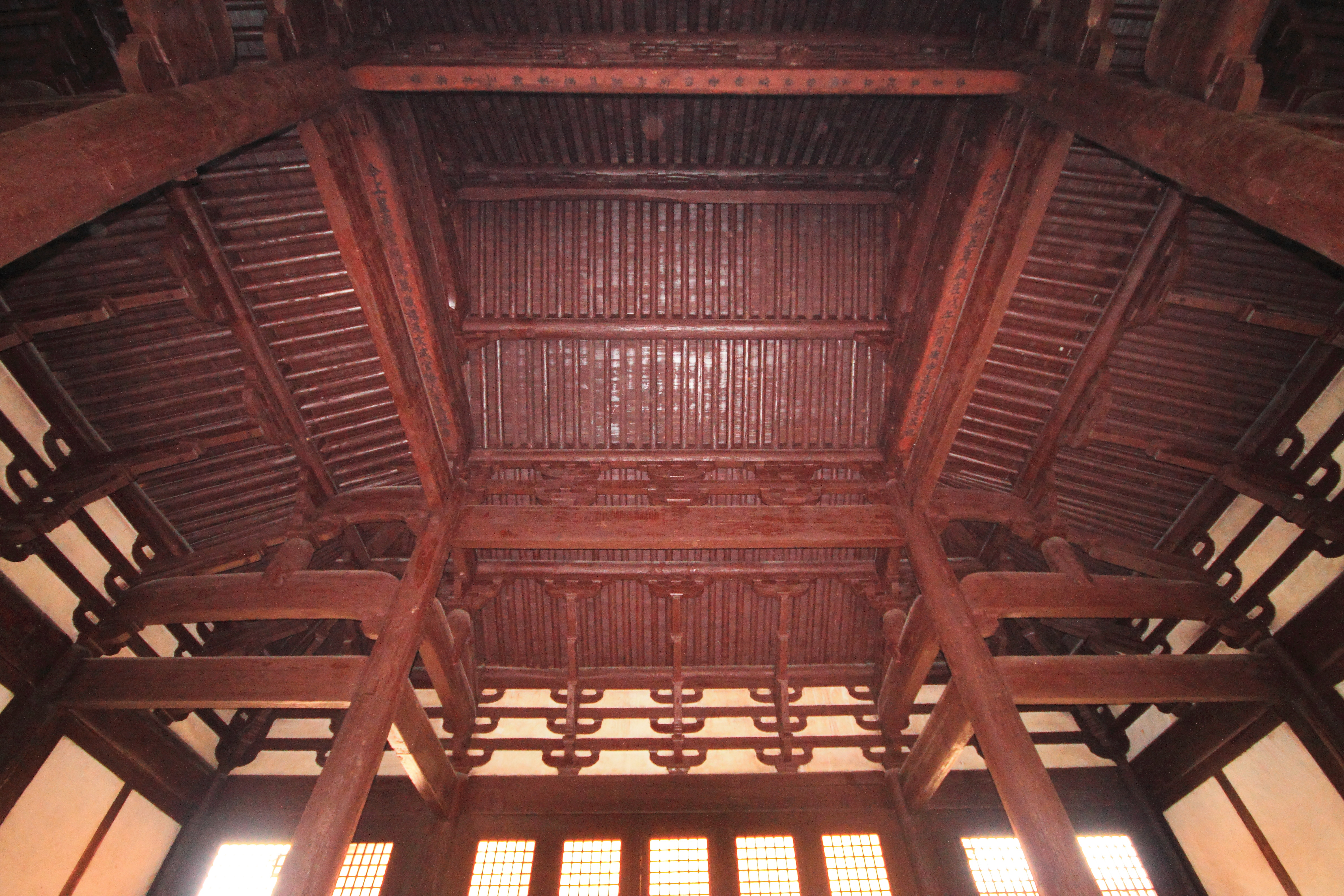
大殿内部梁架（由南向北望）
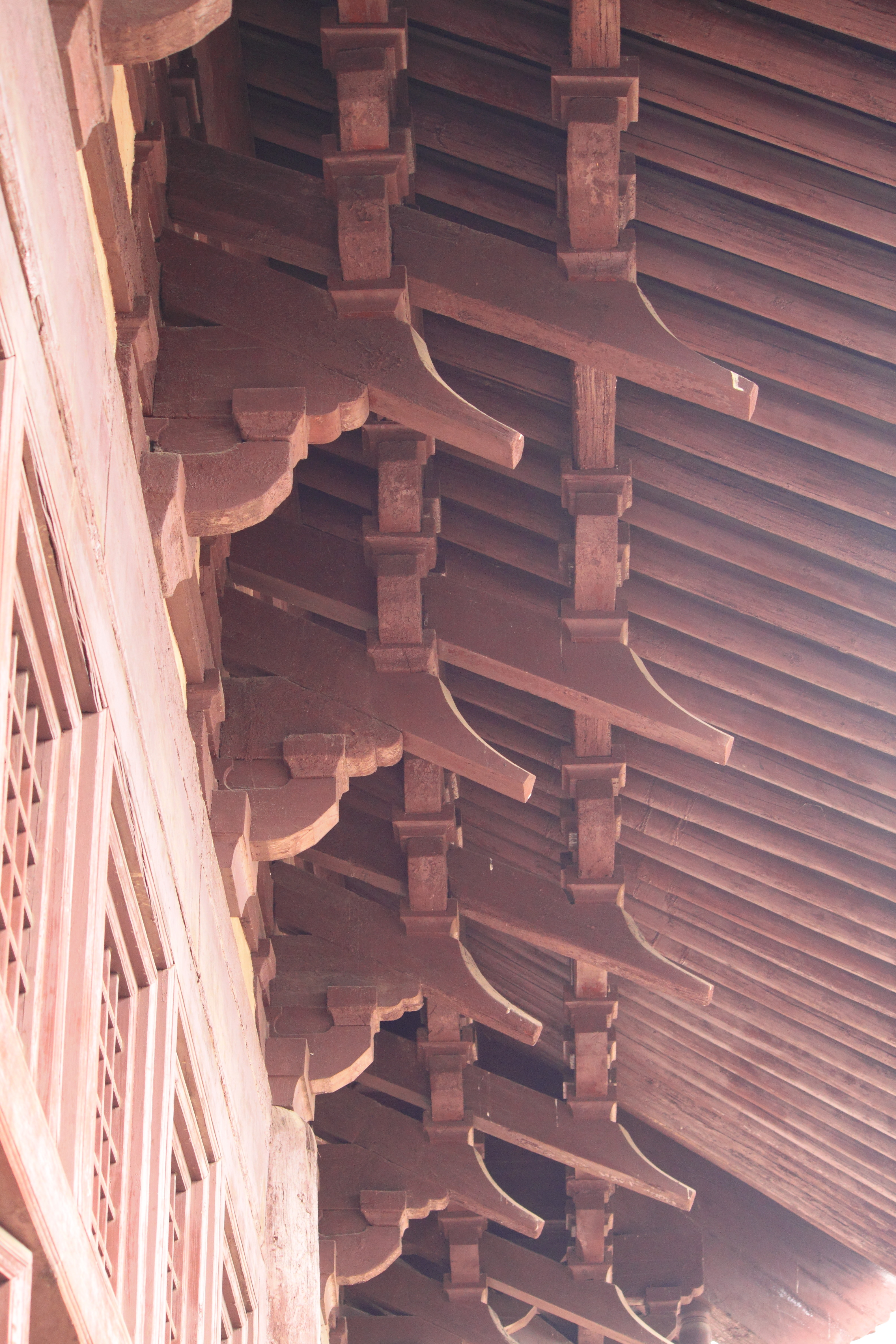
前檐铺作 —— 六铺作单杪双下昂单栱造，偷心造
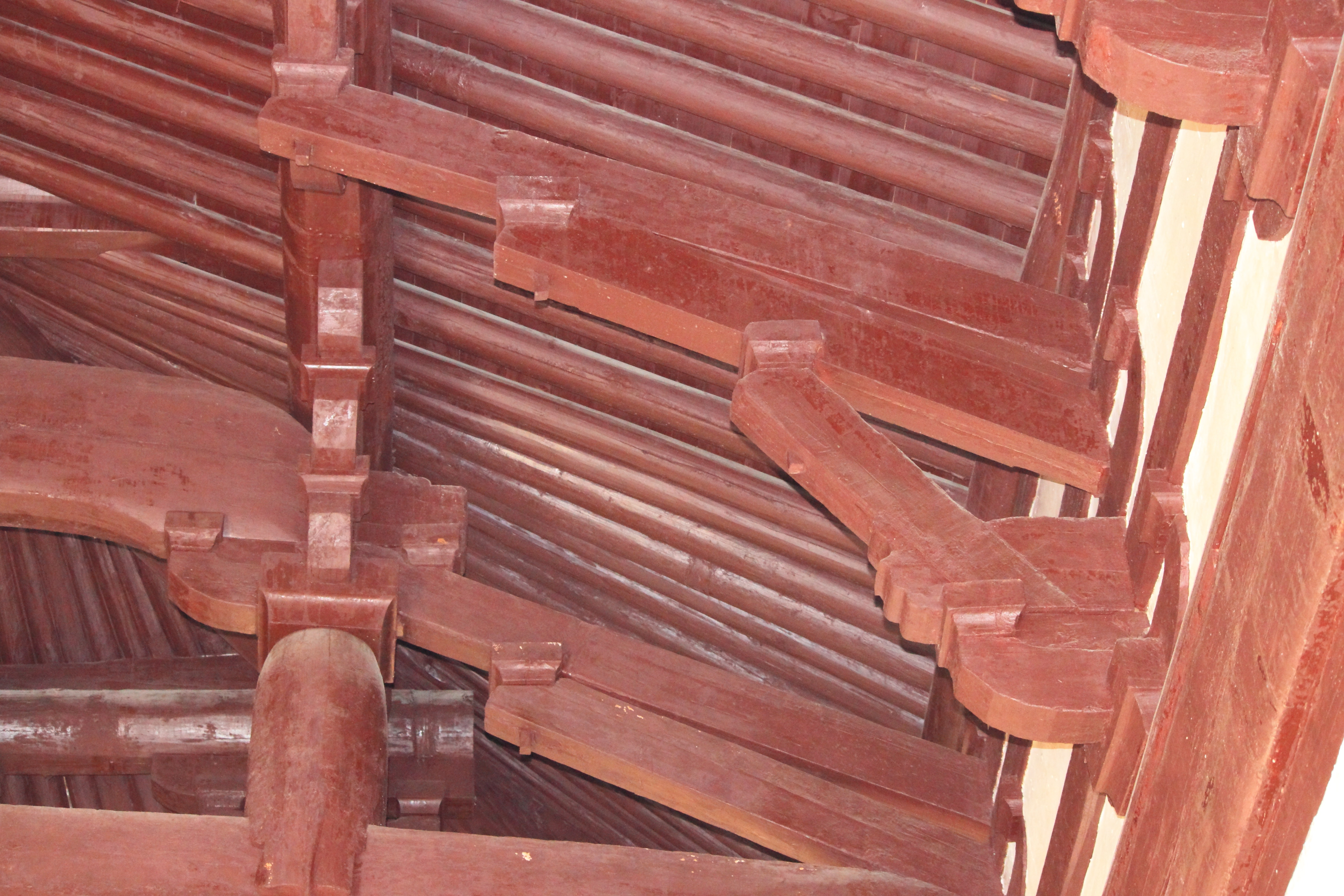
当心间补间铺作共三朵，此为东侧第一朵，里转第一跳华栱偷心，上出靴楔以承上昂
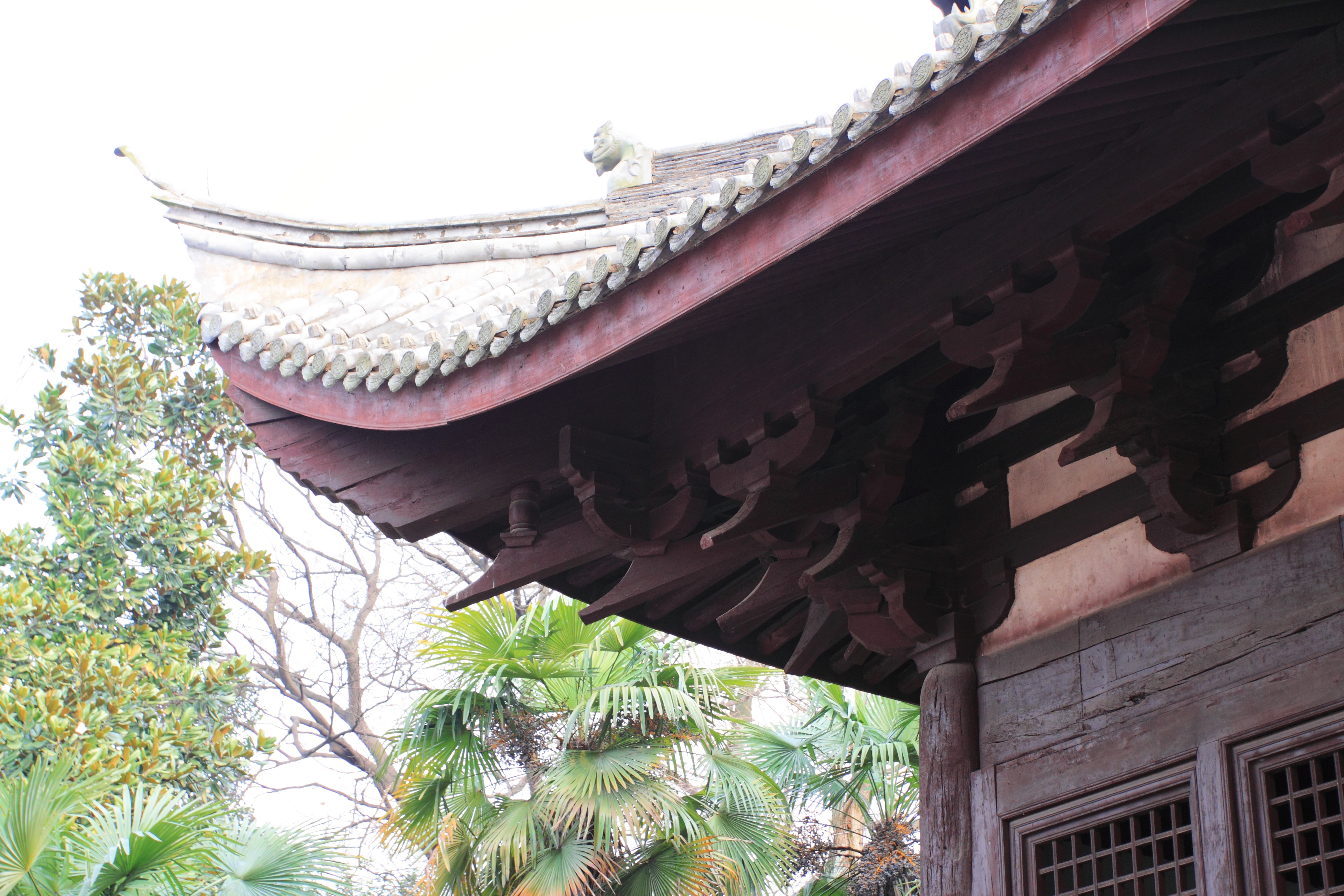
東北角转角铺作
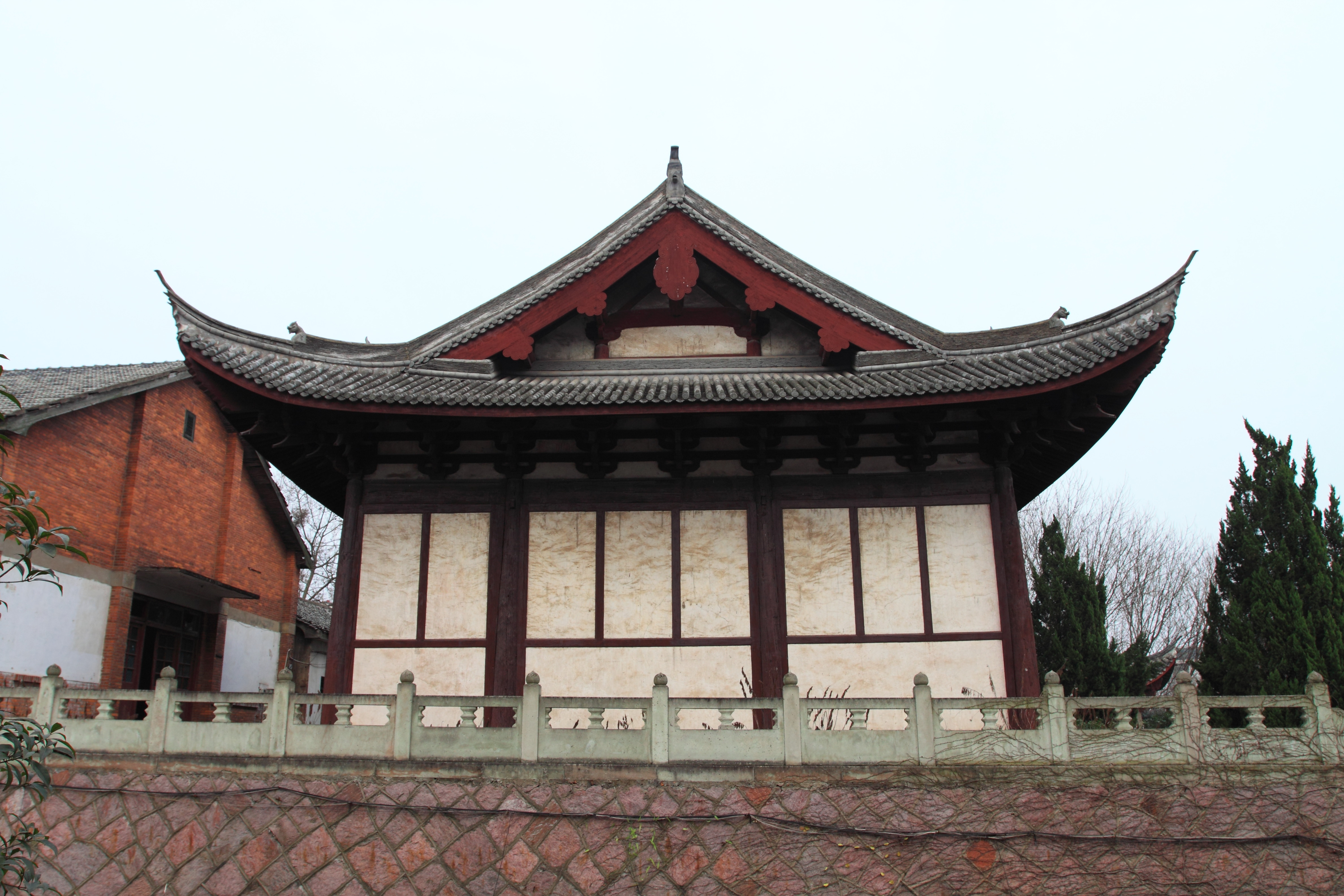
西侧山面
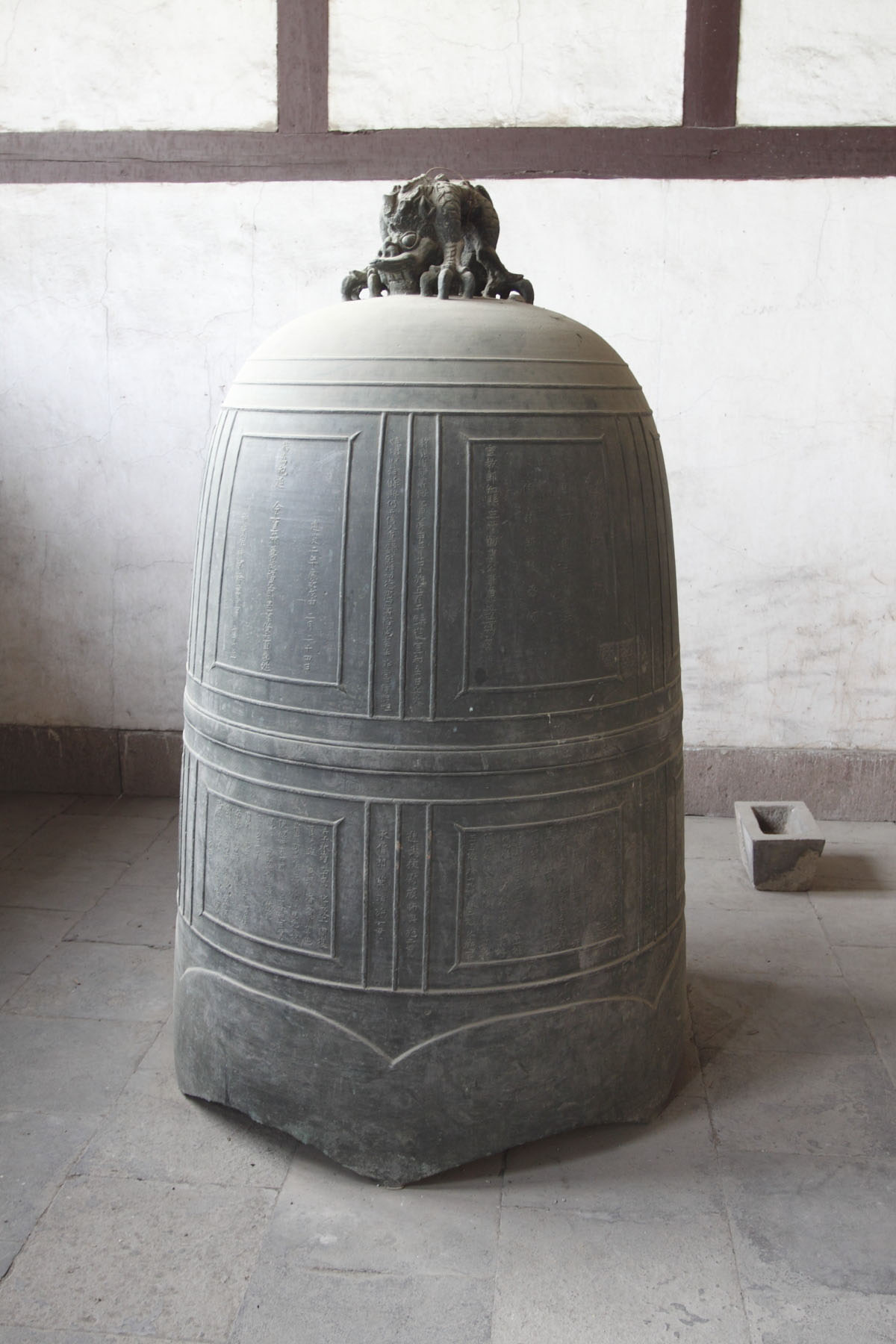
宋建炎二年龙泉宝钟